# 阿尼克耶夫
阿尼克耶夫（羅馬化：Anikeyev）是俄语姓氏，从男性人名阿尼基/阿尼凯（Anikiy/Anikey）衍生而来，著名人物包括：
- 安德烈·阿纳托利耶维奇·阿尼克耶夫，俄罗斯政治人物、国家杜马议员
- 格里戈里·维克托罗维奇·阿尼克耶夫，俄罗斯政治人物、国家杜马议员
- 伊万·尼古拉耶维奇·阿尼克耶夫（英语：Ivan Anikeyev），俄罗斯宇航员

|  | 本页或本分段罗列了姓氏为「阿尼克耶夫」的人物。 如果是一个指代特定个人的内链将您引导到本页，請考慮修正該人物的名字以將链接指向正確的條目。 |